# Новопередєлкіно (платформа)
Новопередєлкіно — зупинний пункт/пасажирська платформа Київського напрямку та маршруту  МЦД-4 Московської залізниці. Знаходиться в Москві на тупиковому одноколійному відгалуженні завдовжки 2,5 км від основної частини станції Сонячна головного ходу, є єдиним зупинним пунктом на цьому відгалуженні.
Платформа відкрита для регулярного руху 1 серпня 2013 року. Працюють тільки прискорені експрес-електропоїзди 7000-ї нумерації маршруту Москва-Київська — Новопередєлкіно. 19 поїздів на день з Москви-Київської, 20 поїздів назад. На маршруті курсують переважно п'ятивагонні потяги

## Пересадки
- Автобус: 343, 507, 734